# Велика награда Сан Марина 1999.
Велика награда Сан Марина 1999. године је била трка у светском шампионату Формуле 1 1999. године која се одржала на аутомобилској стази „Енцо и Дино Ферари“ у Имоли, 2. маја 1999. године.
Победник је био Михаел Шумахер, другопласирани Дејвид Култард, док је трку као трећепласирани завршио Рубенс Барикело.